# Честер (Вісконсин)
Честер (англ. Chester) — місто (англ. town) в США, в окрузі Додж штату Вісконсин. Населення — 895 осіб (2020).

## Демографія
Згідно з переписом 2010 року, у місті мешкало 687 осіб у 254 домогосподарствах у складі 204 родин. Було 264 помешкання
Расовий склад населення:
| - 95,6 % — білих - 0,9 % — чорних або афроамериканців - 0,4 % — азіатів - 1,6 % — осіб інших рас |

До двох чи більше рас належало 1,5 %. Частка іспаномовних становила 3,1 % від усіх жителів.
За віковим діапазоном населення розподілялося таким чином: 22,4 % — особи молодші 18 років, 62,3 % — особи у віці 18—64 років, 15,3 % — особи у віці 65 років та старші. Медіана віку мешканця становила 43,0 року. На 100 осіб жіночої статі у місті припадало 101,5 чоловіків;  на 100 жінок у віці від 18 років та старших — 107,4 чоловіків також старших 18 років.
Середній дохід на одне домашнє господарство  становив 75 593 долари США (медіана — 65 682), а середній дохід на одну сім'ю — 81 530 доларів (медіана — 73 750). Медіана доходів становила 53 125 доларів для чоловіків та 32 500 доларів для жінок. За межею бідності перебувало 10,4 % осіб, у тому числі 17,9 % дітей у віці до 18 років та 14,0 % осіб у віці 65 років та старших.
Цивільне працевлаштоване населення становило 345 осіб. Основні галузі зайнятості: сільське господарство, лісництво, риболовля — 17,7 %, освіта, охорона здоров'я та соціальна допомога — 17,4 %, виробництво — 15,1 %, роздрібна торгівля — 14,5 %.